# Drillknottsmyg
Drillknottsmyg (Ramphocaenus melanurus) är en fågel i familjen myggsnappare inom ordningen tättingar.

## Utseende och läte
Drillknottsmygen är en mycket liten tätting med mycket tunn näbb och rätt lång vitspetsad stjärt som den ofta håller rest och vippar från sida till sida. Den liknar tjatterknottsmygen, men saknar dennas ytterligare vita fläckar på yttre stjärtpennorna. Den drillande sången, som gett arten dess namn, stiger och faller i tonhöjd.

## Utbredning och systematik
Drillknottsmygen delas in i 13 underarter med följande utbredning:
- Ramphocaenus melanurus rufiventris – södra Mexiko till västra Ecuador
- Ramphocaenus melanurus ardeleo – sydöstra Mexiko (Yucatánhalvön) och norra Guatemala
- Ramphocaenus melanurus panamensis – centrala och östra Panama
- Ramphocaenus melanurus sanctaemarthae – norra Colombia och nordvästra Venezuela
- Ramphocaenus melanurus griseodorsalis – västra Colombia
- Ramphocaenus melanurus pallidus – Zuliadalen i nordcentrala Colombia och vsätra Venezuela
- Ramphocaenus melanurus trinitatis – östra Colombia till norra Venezuela; Trinidad
- Ramphocaenus melanurus albiventris – östra Venezuela till Guyana och norra Brasilien
- Ramphocaenus melanurus duidae – nordöstra Ecuador till södra Venezuela
- Ramphocaenus melanurus badius – sydöstra Ecuador och nordöstra Peru
- Ramphocaenus melanurus amazonum – östra Peru till nordcentrala Brasilien
- Ramphocaenus melanurus austerus – östra Brasilien söder om Amazonfloden
- Ramphocaenus melanurus melanurus – östcentrala Brasilien

Underarten panamensis inkluderas ofta i nominatformen.
Tidigare behandlades drillknottsmyg och tjatterknottsmyg (R. sticturus) som en och samma art, då under det svenska namnet långnäbbad knottsmyg, och vissa gör det fortfarande.

## Levnadssätt
Drillknottsmygen hittas i fuktiga tropiska skogar och skogsbryn. Där födosöker den aktivt, främst i snåriga klängväxter på medelhög höjd. 

## Status
IUCN kategoriserar arten som livskraftig men inkluderar tjatterknottsmygen i bedömningen.